# Atomic Kitten
Atomic Kitten byla britská dívčí hudební skupina z Liverpoolu, kterou v roce 1997 založil textař Andy McCluskey. Skupina byla nejúspěšnější ve složení Natasha Hamilton, Liz McClarnon a Jenny Frost. Původními členkami Atomic Kitten byly zpěvačky Heidi Range, Kerry Katona a Liz McClarnon, ale v roce 1999 skupinu opustila Heidi Range a v roce 2001 odešla také Kerry Katona. Natasha Hamilton se stala novou členkou v roce 1999, Jenny Frost přišla o dva roky později.
Členky skupiny Atomic Kitten nazpívaly během svého působení tři singly, které se objevily v britských hitparádách na první příčce. Singl „Whole Again“, později nahraný hudební skupinou Play, se stal čtvrtým nejprodávanějším singlem dívčích skupin všech dob. Dalším úspěšným singlem byl song „The Tide Is High (Get the Feeling)“, který se také objevil na první příčce britské hitparády, byl původně nahrán skupinou The Paragons a později skupinou Blondie v roce 1980. Singl „Eternal Flame“ byl původně nahrán skupinou The Bangles. Skupina vyprodukovala dvě alba, která byla oceněná ve Spojeném království číslem jedna, a to debutové album Right Now a druhé studiové album Feel So Good. Obě alba byla ve Spojeném království oceněna platinovou deskou. Mnoho dalších singlů Atomic Kitten se dostalo do nejlepší desítky hitparád v mnoha různých zemích Evropy (především v německy mluvících zemích), Asie, Oceánie a Jižní Afriky.
Skupina se rozpadla v dubnu 2004, ale o rok později představila singl „Cradle“. V letech 2006 a 2008 se skupina Atomic Kitten objevila na koncertech. V únoru roku 2012 vydala kapela kompilační album s názvem The Essential Collection, které obsahovalo největší hity kapely, ale neumístilo se v žebříčcích alb. 4. března 2012 Natasha Hamiltonová oznámila, že se skupina znovu sjednotí na letní turné v roce 2012 a ke kapele se s největší pravděpodobností připojí i Kerry Katonová. 

## Diskografie

### Studiová alba
| 2000 | Right Now    |
| 2002 | Feel So Good |
| 2003 | Ladies Night |

### Kompilace
| 2003 | Atomic Kitten                         |
| 2004 | The Greatest Hits                     |
| 2005 | The Collection                        |
| 2006 | Access All Areas: Remixed and B-Sides |
| 2007 | Essential                             |